# Perceval de Loriol
Charles Louis Perceval de Loriol (Genebra, 24 de julho de 1828 — Cologny, 23 de dezembro de 1908) foi um paleontólogo e estratigrafista suíço.

## Biografia
Estudou ciências naturais e paleontologia em Genebra, como aluno de François-Jules Pictet. Durante algum tempo, trabalhou como gestor de propriedades em Genebra e na Lorena, e depois, durante quase quarenta anos, esteve associado ao Museu de História Natural de Genebra. Foi um dos fundadores da Schweizerische Paläontologische Gesellschaft e foi editor dos Mémoires de la Société suisse paléontologique. Em 1902, recebeu um doutoramento honoris causa da Universidade de Genebra.
Charles de Loriol é lembrado pelas suas investigações de fósseis de equinodermes encontrados na Europa e no Norte de África ddos períodos Jurássico, Cretácio e Terciário Superior. Foi autor de numerosos taxa, sendo um exemplo a família crinoide Bourgueticrinidae (1882).
Nos seus estudos sobre Portugal teve como colaborador o paleontólogo Jorge Berkeley Cotter.

## Obras
Entre muitas outras publicações, é autor das seguintes obras:
- Description des animaux invertébrés : fossiles contenus dans l'étage néocomien moyen du Mont Salève, 1861
- Etude géologique et paléontologique de la formation d'eau douce infracrétacée du Jura et en particulier de Villers-le-lac, 1865, (com Auguste Jaccard) ([3])
- Description géologique et paléontologique des étages jurassiques supérieurs de la Haute Marne, 1872
- Description des échinodermes tertiaires du Portugal; accompagnée d'un tableau stratigraphique, 1877
- Monographie des crinoides fossiles de la Suisse, 1877
- Description de quatre échinodermes nouveaux, 1880
- Notes pour servir à l'étude des échinodermes; seconde série, 1884
- Description de la faune jurassique du Portugal; embranchement des échinodermes, 1890